# Nokia Software Updater
Nokia Software Updater è stata un'applicazione della Nokia che permette ai propri clienti di scaricare e installare l'aggiornamento del firmware sul proprio telefonino Nokia (non sono supportati tutti i modelli, vedere la lista per accertamenti).
Il programma permette l'aggiornamento del software del proprio terminale Symbian via seriale/USB attraverso una semplice procedura guidata.